# The Jester Race
The Jester Race ist das zweite Album der schwedischen Metal-Band In Flames. Es wurde am 20. Februar 1996 von Nuclear Blast veröffentlicht. The Jester Race ist das erste In Flames-Album mit Sänger Anders Fridén.

## Entstehungsgeschichte
Neben Anders Fridén ist mit Björn Gelotte auch ein neuer Schlagzeuger in der Band. Aufgenommen wurde das Album im Studio Fredman unter der Regie von Fredrik Nordström. Das Mastering übernahm Staffan Olofsson. Als Gastmusiker traten Hammerfall-Gitarrist Oscar Dronjak (Gesang bei Dead Eternity), Fredrik Nordström (Keyboard), Kasper Dahlqvist (Keyboard bei Wayfaerer) und Fredrik Johansson (Gitarre bei December Flower) auf. Joakim Göthberg, der mit den In-Flames-Mitgliedern Jesper Strömblad und Glenn Ljungström bei Dimension Zero spielt, schrieb den Text zu Dead Eternity. Das Artwork wurde von Andreas Marschall entworfen.

## Konzept
The Jester Race ist ein Konzeptalbum über menschliche Schwächen und Arroganz. Die Menschen werden hier „Jesters“ (engl. ‚[Hof-]Narren‘) genannt, die die Erde zerstören.

## Bedeutung
Das Album gilt heute als eines der einflussreichsten Melodic-Death-Metal-Alben und wird meistens in einem Atemzug mit Slaughter of the Soul von At the Gates genannt. Für Artifacts of the Black Rain drehten In Flames ihren ersten Videoclip.

## Titelliste
1. Moonshield – 5:01
2. The Jesters Dance – 2:09
3. Artifacts of the Black Rain – 3:15
4. Graveland – 2:46
5. Lord Hypnos – 4:01
6. Dead Eternity – 5:01
7. The Jester Race – 4:51
8. December Flower – 4:10
9. Wayfaerer – 4:41
10. Dead God in Me – 4:15

## Black-Ash Inheritance
Am 15. August 1997 erschien die Black-Ash Inheritance-EP. Sie umfasst vier Lieder und ist heute ein gesuchtes Sammlerstück. Im Jahr 2002 wurde das Album The Jester Race zusammen mit den vier Liedern wiederveröffentlicht.

### Titelliste
1. Goliaths Disarm Their Davids – 4:55
2. Gyroscope – 3:23
3. Acoustic Medley – 2:32
4. Behind Space (live) – 3:36